# Institut für Museumsforschung

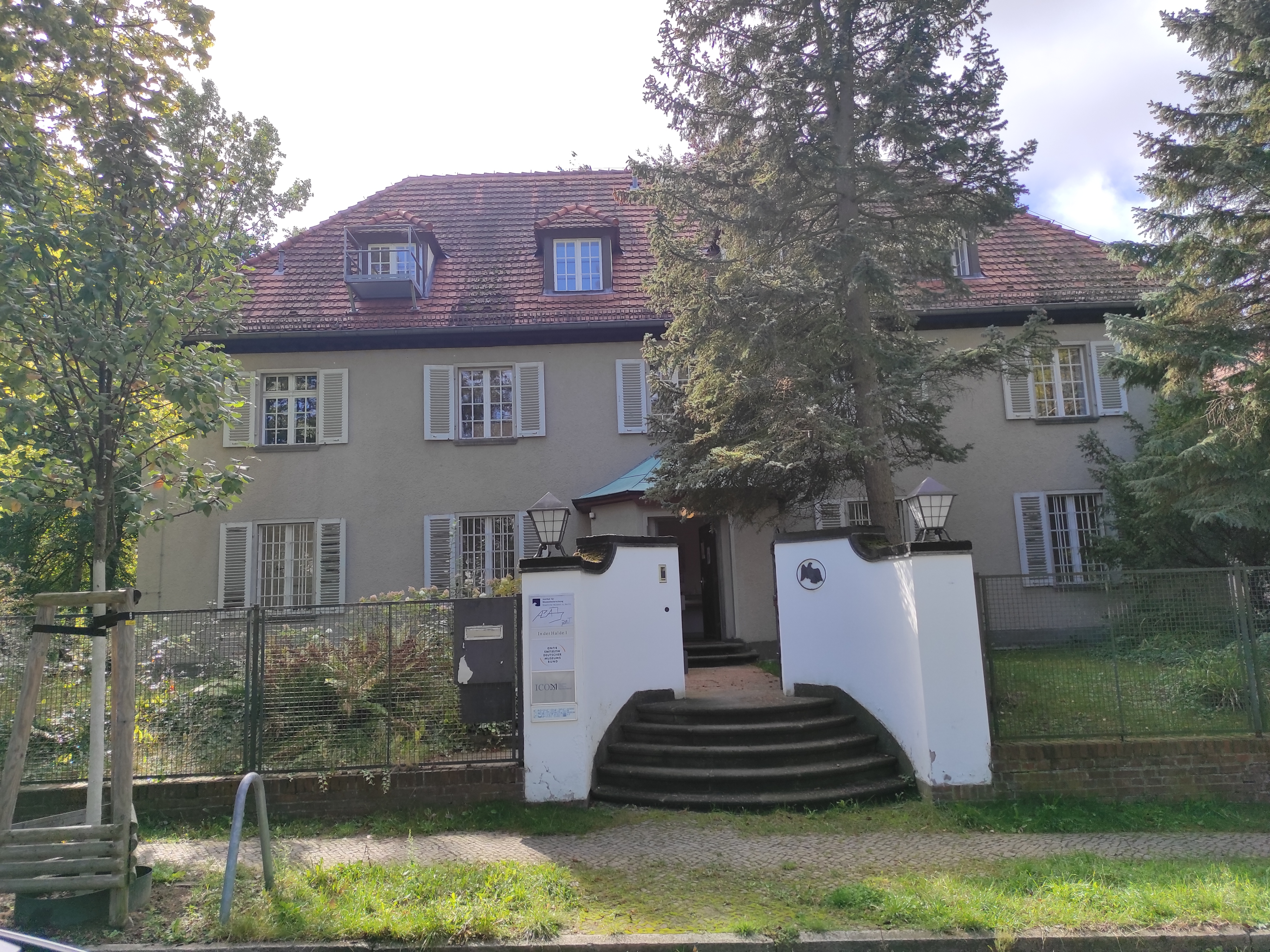
Außenansicht des Institutes für Museumsforschung in Berlin

Das Institut für Museumsforschung (IfM) ist eine bundesweit tätige Forschungs- und Dokumentationseinrichtung im Bereich des Museumswesens und der Museologie mit Sitz in Berlin-Dahlem. Direktorin des Instituts ist seit 2019 Patricia Rahemipour. Sie löste den langjährigen Leiter des Institutes Bernhard Graf ab.

## Aufgaben und Tätigkeitsbereiche
Das IfM gibt unter anderem eine jährliche Museumsstatistik heraus, besitzt eine umfangreiche Spezialbibliothek. Zu den Aufgaben und Tätigkeitsbereichen gehören außerdem Arbeiten zu den Bereichen Besucherforschung, Langzeiterhaltung, Museumsmanagement, Museumsdokumentation, Museumstechnik, Museumspädagogik und Museumsrecht. Es ist zudem an einer Vielzahl von nationalen und internationalen Projekten (u. a. Fifties in Europe, ViMM) beteiligt. Darüber hinaus ist die Fachstelle Museum der Deutschen Digitalen Bibliothek und der deutsche Zweig des MUSEU-HUB im IfM angesiedelt.
Das IfM ist eine Einrichtung der Staatlichen Museen zu Berlin in Trägerschaft der Stiftung Preußischer Kulturbesitz und somit indirekt eine Einrichtung des Bundes und verschiedener Bundesländer. Das IfM wurde 1979 als Institut für Museumskunde gegründet und per Beschluss des Stiftungsrats der Stiftung Preußischer Kulturbesitz zum 1. August 2006 in Institut für Museumsforschung umbenannt.
Im November 2007 wurde am Institut für Museumsforschung die Arbeitsstelle für Provenienzrecherche und -forschung eingerichtet. Im November 2013 gaben das Bayerische Staatsministerium der Justiz, das Bayerische Staatsministerium für Bildung und Kultus, Wissenschaft und Kunst, das Bundesministerium für Finanzen und der Beauftragte der Bundesregierung für Kultur und Medien als Reaktion auf die öffentliche Diskussion zum Schwabinger Kunstfund gemeinsam die Bildung einer Taskforce unter Leitung von Ingeborg Berggreen-Merkel bekannt, die von der Berliner Arbeitsstelle für Provenienzrecherche und -forschung (AfP) am Institut für Museumsforschung koordiniert wurde; zusätzlich wurden raubkunstverdächtige Werke auf der Plattform der Koordinierungsstelle Magdeburg veröffentlicht. Seit 2015 werden die Aufgaben der Arbeitsstelle für Provenienzrecherche/-forschung und der Koordinierungsstelle Magdeburg von der Stiftung Deutsches Zentrum Kulturgutverluste übernommen.